# François-Désiré Mathieu
François-Désiré Mathieu (Einville-au-Jard, 27 maggio 1839 – Londra, 26 ottobre 1908) è stato un cardinale e arcivescovo cattolico francese.

## Biografia
Nacque a Einville-au-Jard il 27 maggio 1839.
Papa Leone XIII lo elevò al rango di cardinale nel concistoro del 18 giugno 1899.
Morì il 26 ottobre 1908 all'età di 69 anni.

## Genealogia episcopale
La genealogia episcopale è:
- Cardinale Scipione Rebiba
- Cardinale Giulio Antonio Santori
- Cardinale Girolamo Bernerio, O.P.
- Arcivescovo Galeazzo Sanvitale
- Cardinale Ludovico Ludovisi
- Cardinale Luigi Caetani
- Cardinale Ulderico Carpegna
- Cardinale Paluzzo Paluzzi Altieri degli Albertoni
- Papa Benedetto XIII
- Papa Benedetto XIV
- Papa Clemente XIII
- Cardinale Giovanni Francesco Albani
- Cardinale Carlo Rezzonico
- Cardinale Antonio Dugnani
- Arcivescovo Jean-Charles de Coucy
- Cardinale Gustave-Maximilien-Juste de Croÿ-Solre
- Vescovo Charles-Auguste-Marie-Joseph Forbin-Janson
- Cardinale François-Nicholas-Madeleine Morlot
- Arcivescovo Henri Louis Charles Maret
- Cardinale Guillaume-René Meignan
- Cardinale François-Désiré Mathieu